# Put van Kruijt

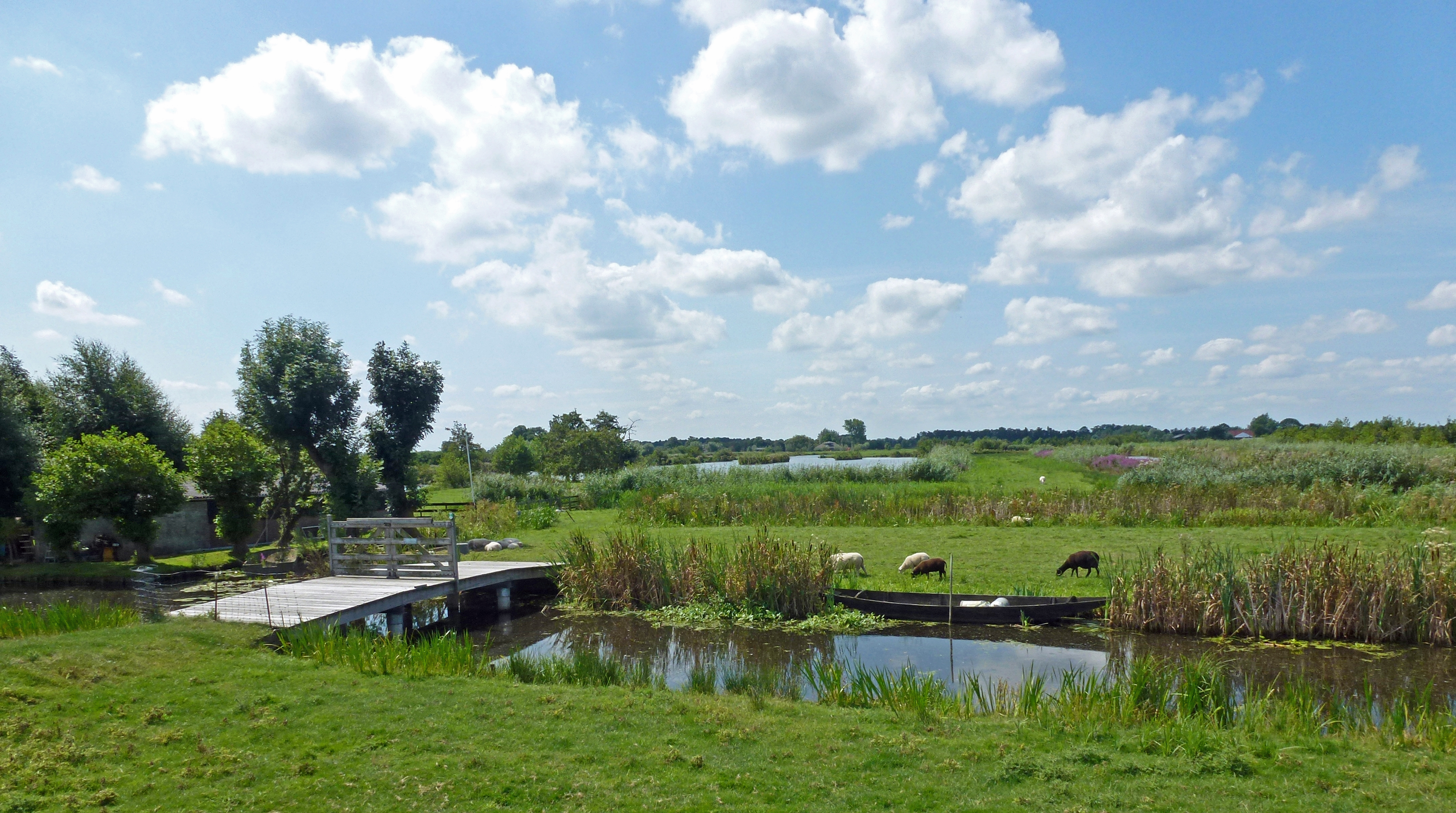
Put van Kruijt, Prinsendijk in Reeuwijk

De Put van Kruijt is een particulier natuurgebiedje in het Reeuwijkse plassengebied in de Nederlandse provincie Zuid-Holland. Eigenaar is Jan Kruijt die het beheert in samenspraak met Staatsbosbeheer dat veel van gebied in de polder Oukoop en Negenviertel bezit dat als Natura 2000-gebied de status van moerasreservaat heeft. De kleine verveningsplas is onderdeel van een veenputtencomplex in het gebied dat ontstond door kleinschalige en onvoltooide vervening. De put is opgenomen op de lijst van gemeentelijke monumenten in Reeuwijk.

## Geschiedenis
De polder is reeds in de elfde eeuw ontgonnen en in gebruik genomen voor akkerbouw, en later, na het inklinken van de veengrond, als weidegebied. In 1732 richtte Arnout Frans van Roosendaal, heer van Oukoop, mede namens de inwoners van het Gerecht Oukoop een verzoek aan de Staten van Utrecht om in de polder Oukoop te mogen slagturven. Argument was de slechte kwaliteit van het land, dat zich beter voor vervening zou lenen dan voor agrarisch gebruik. Door de hoge prijzen die voor turf betaald werden was het aantrekkelijk veengrond te vergraven en weg te baggeren voor de productie van deze brandstof. De Staten verleenden het gevraagde octrooi. De hoogheemraadschappen van  Rijnland, Delfland en Schieland, belast met het onderhoud van de omringende kaden, hadden echter hun bedenkingen omdat een verveningsplan ontbrak. In zo'n plan werden zaken geregeld als het weer in cultuur brengen van het weggebaggerde land, de duur van de vervening, het aandammen van dijkgronden en de aanleg van een aparte ringdijk. Na te beloven dat alsnog een plan zou worden ingediend konden de Oukopers turf gaan winnen. Om belastingtechnische redenen kwam grootschalige vervening evenwel toch niet op gang. 
Het vervenen bleef zich beperken tot het steken en baggeren van turf voor eigen gebruik. Rond 1825 groeide de behoefte aan vervening op grote schaal. Het polderbestuur regelde een en ander in twee keuren en diende deze in als verveningsplan. Het Hoogheemraadschap van Rijnland ging niet akkoord en stelde zware extra eisen. Gedeputeerde Staten van de toen nieuwe provincie Zuid-Holland sloot zich daarbij aan. Op dat moment was nog maar zo'n 10 ha verveend met als zwaartepunt de locatie nabij de Oukoopse Molen, de huidige Put van Kruijt. Omdat het Hoogheemraadschap en Gedeputeerde staten na de afwijzing van het vervening plan geen maatregelen namen ging de vervening op kleine schaal gewoon door. Pas toen de opzichter van Rijnland in 1831 constateerde dat de activiteiten een bedreiging vormden voor de Wierickedijk werd ingegrepen. Er volgde een omvangrijk procedure, die er uiteindelijk toe leidde dat het vervenings-octrooi uit 1732 op 7 februari 1835 werd ingetrokken. De Put van Kruijt, met de daaraan grenzende plasjes, zijn de stille getuigen van deze onvoltooide vervening.

## Flora en fauna
De plasjes maken deel uit van het veenweidelandschap en de oorspronkelijke flora en fauna droeg daar de kenmerken van. Belangrijke vertegenwoordigers waren vogelsoorten als woudaap, grote karekiet, snor, roerdomp en zwarte stern. De watersnip foerageerde graag op de kale oeverstroken en de visdief pikte zijn visjes uit het heldere water. tot in de jaren zeventig was de put de laatste locatie in het Reeuwijkse plassengebied waar de visotter  voorkwam.
Tegenwoordig wordt het grasland frequent bezocht door de inmiddels in de omgeving broedende brandganzen en grauwe ganzen. De groene kikker en de ringslang voelen zich nog steeds thuis in het gebied. De legakkers waar vroeger de turven te drogen werden gelegd en de damhoeken, strookvormige stukken land  die ooit zijn opgehoogd met bovengrond die voor het veenbaggeren verwijderd moest worden, kennen een gevarieerde begroeiing met onder andere soorten als pinksterbloem, orchis, penningkruid, moeraswalstro en zwanenbloem.

## Bedreiging en kansen
De oorspronkelijke natuurkwaliteiten van het gebied zijn in de laatste helft van de twintigste eeuw  afgenomen. Verrijking van de bovengrond door intensieve bemesting heeft veel van de oorspronkelijke schrale begroeiing doen verdwijnen. De sterk verslechterde waterkwaliteit dreigde voor het gebied funest te worden. Kalkrijk water tastte de oorspronkelijke veenbodem aan, waardoor de legakkers in snel tempo verdwenen. Dit proces van erosie werd versterkt door veelvuldig graafwerk van de muskusrat. Nu de Put van Kruijt  met omringende gronden een reservaatstatus heeft en er plannen zijn om de waterhuishouding aanzienlijk te verbeteren ontstaan er kansen voor  herstel van de biodiversiteit die kenmerkend was voor de waterrijke veenweidegebieden.

## Herstel
Na jaren van voorbereiding is in 2003 een herstelplan uitgevoerd. De oevers zijn met onbehandeld rondhout beschoeid, er is baggerwerk verricht, de toplaag van graslanden is deels verwijderd en de oevers zijn aangevuld. Plaatselijk is riet aangeplant en om de begroeiing wat sneller terug te krijgen is een inheems zaadmengsel gestrooid. Bij de uitvoering van het herstelplan heeft Staatsbosbeheer de aan haar toebehorende eilanden gelijktijdig van een beschoeiing voorzien, waardoor ook hier de erosie is gestopt. Dit zal in belangrijke mate bijdragen aan het herstel van de natuurwaarden van de Put van Kruijt. Het beheer wordt op verder herstel van de  natuurwaarde van het gebied afgestemd, in de verwachting dat door de rust in het gebied vogelsoorten als woudaap, de grote karekiet, roerdomp, zwarte stern en visdief er een goede verblijfplaats zullen vinden.

## Erfgoed
Het waterrijke gebied waarin de veenput is gelegen maakt deel uit van het veenweidegebied bij de Reeuwijkse plassen dat door de provincie Zuid-Holland is aangewezen als topgebied cultureel erfgoed. De nabije Prinsendijk langs de Enkele Wiericke, een middeleeuws afwateringskanaal, is onderdeel van de Oude Hollandse Waterlinie. De aan de dijk gelegen Oukoopse Molen is een wipmolen wiens oorsprong vermoedelijk van 1672 dateert. Deze molen werd in de jaren tachtig en negentig van de twintigste eeuw geheel gerestaureerd.